# Barron (Wisconsin)
Barron é uma cidade localizada no estado norte-americano de Wisconsin, no Condado de Barron.

## Demografia
Segundo o censo norte-americano de 2000, a sua população era de 3248 habitantes. 
Em 2006, foi estimada uma população de 3162, um decréscimo de 86 (-2.6%).

## Geografia
De acordo com o United States Census Bureau tem uma área de 
7,3 km², dos quais 7,1 km² cobertos por terra e 0,2 km² cobertos por água. Barron localiza-se a aproximadamente 338 m acima do nível do mar.

## Localidades na vizinhança
O diagrama seguinte representa as localidades num raio de 20 km ao redor de Barron. 